# Grießbuck 22

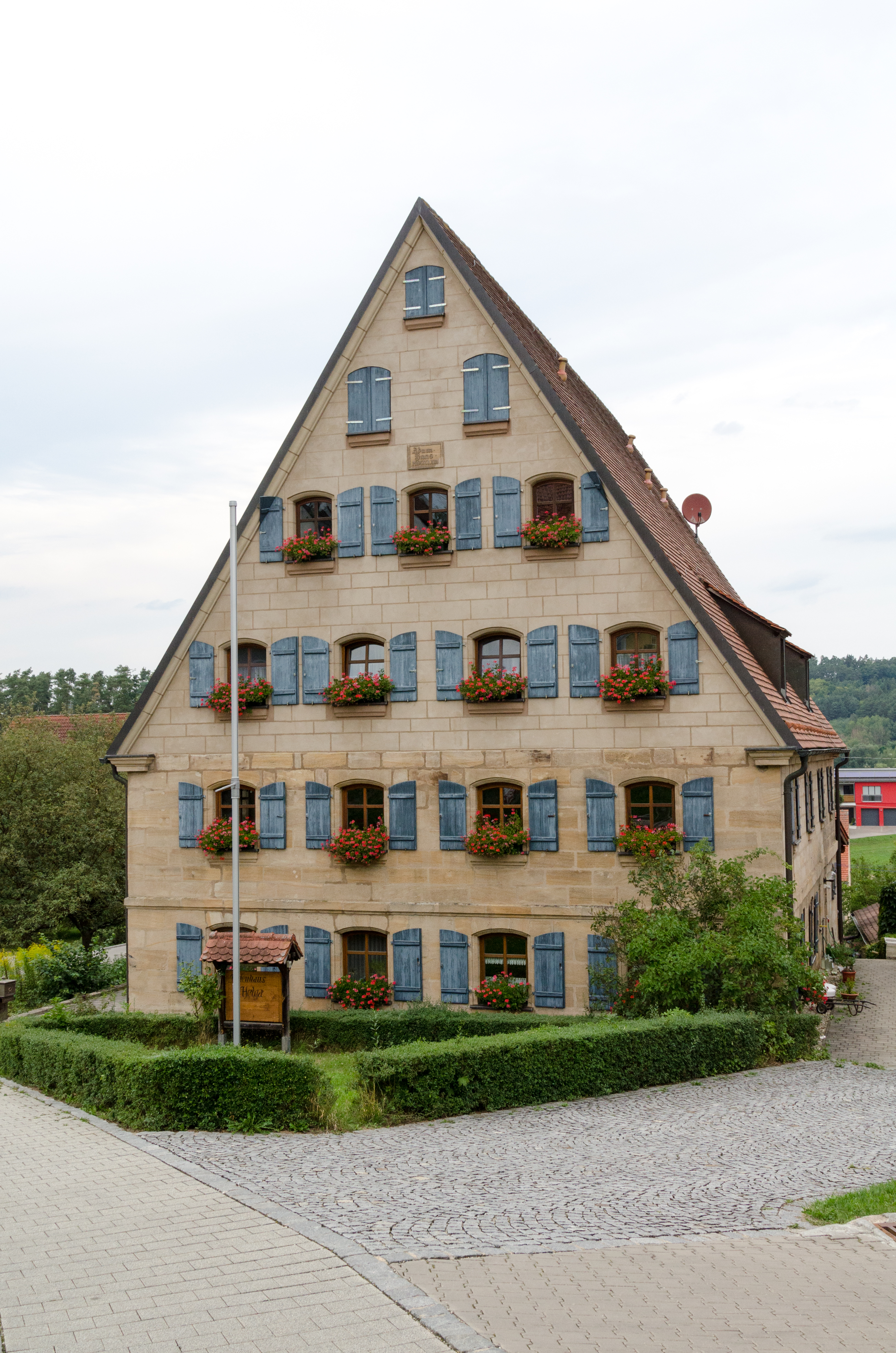
Hopfenbauernhaus in Grießbuck (2015)

Das Gebäude Grießbuck 22 in Griesbuck, einem Gemeindeteil des Marktes Absberg im mittelfränkischen Landkreis Weißenburg-Gunzenhausen in Bayern, wurde 1863 errichtet. Das Bauernhaus steht auf der Liste der geschützten Baudenkmäler in Bayern.
Das zweigeschossige Gebäude mit Steildach ist ein Sandsteinquaderbau, der den Reichtum der Hopfenbauern verdeutlicht.